# Квартет Българка Джуниър
Квартет Българка Джуниър (Bulgarka Junior Quartet) е българска певческа формация за фолклорна музика.

## История
Квартет Българка Джуниър е създаден през 1989 година в град Пловдив, като инициатор за формирането на групата е Румяна Цинцарска (редактор Народна музика в БНР, помогнала за успешното представяне на „Мистерията на българските гласове“ в сътрудничество с Марсел Селие).
Името на формацията Квартет Българка Джуниър (junior – от англ. „младши“ или „младежки“) е избрано неслучайно, като знак за приемственост между поколенията народни певици – по това време Трио Българка са в зенита на славата си и са реализирали съвместни проекти с имена като Джордж Харисън и Кейт Буш. Репертоарът на групата обхваща както традиционните народни песни, така и аранжирана фоклорна музика, композирана от най-големите съвременни композитори и интерпретатори на български фолклорни ритми като: Иван Спасов, Красимир Кюркчийски, Теодосий Спасов, Стефан Мутафчиев, Николай Кауфман, Димитър Трифонов и др.
Първоначалният състав на квартета включва певиците Христина Анастасова, Фанка Койнарова, Вичка Николова и Тонка Колева, които работят в народен хор при Ансамбъл Тракия по това време. Като солисти на хора четирите народни певици са сред първите български артисти, които пеят на сцената на Зала Олимпия. Първият албум на квартета е записан през 1989 година и е издаден от Мега Мюзик. Промоцията на албума е осъществена на Изложението на звуконосителите МИДЕМ, Кан, Франция.
Между 1989 и 1993 година Квартет Българка Джуниър има няколко концертни турнета във Финландия, Израел, Франция и участва в т.нар. Вагнерови дни (фестивал в град Байройт, Германия). Концертът на групата е в залата Bayreuth Festspielhaus, която е изградена от дърво, специално за нуждите на Вагнеровия оркестър. Залата е отворена единствено в дните на провеждането на фестивала и се поддържа консервирана специално само за събитието.
В края на 1993 година Вичка Николова се отделя от групата.
Към 2019 година Квартетът Българка Джуниър включва:
- Христина Анастасова (първи сопран на квартета) е наследила богатството на странджанския песенен фолклор от поколения певци. Завършва Средно музикално училище „Филип Кутев“ – гр. Котел и Академията за музикално и танцово изкуство в Пловдив. През 1997 година издава първият си самостоятелен албум „С песните на Странджа“
- Фанка Койнарова (втори сопран на квартета) като дете пее в детско-юношески ансамбъл в гр.Смолян. Завършва Средно музикално училище – с. Широка лъка и Академията за музикално и танцово изкуство. През 1998 година издава съвместен албум с Младен Койнаров, а година преди това на музикалния пазар излиза соловият ѝ проект „Родопски песни“
- Елена Беделева (първи алт на квартета) завършва Средно музикално училище „Филип Кутев“ гр. Котел и Академията за музикално и танцово изкуство гр. Пловдив.
- Тонка Колева (контра алт на квартета) започва певчески изяви още от дете като солистка на Детския фолклорен ансамбъл гр.Хасково. Завършва Средно музикално училище „Филип Кутев“ гр.Котел и Академията за музикално и танцово изкуство гр.Пловдив. През 1994 година издава първият си солов албум „Орехово листе“.

Всяка една от певиците произхожда от различна фолклорна област с богато песенно наследство. За Христина Анастасова, Фанка Койнарова, Елена Беделева и Тонка Колева песента е семейна традиция и професионално поприще. Всичко това, а и факта че са музикално образовани допринася за тяхното професионално израстване през дългите години на творческата им кариера.

## Концертна дейност
Първата концертна изява на Квартет Българка Джуниър е на фестивала за звуконосители Мидем в Кан, Франция. Това е първата стъпка на групата към световната музикална сцена. Формацията изнася над 250 концерта във Франция, Финландия, Германия, Израел, Мароко, Белгия, Италия, Испания, Англия и др.
Концертният репертоар на квартета е разнообразен в жанрово и стилово отношение. Дискографията на квартета включва колаборации с Kepa Junkera, Juan Peña Fernández El Lebrijano, Сабин Тодоров, A Filetta Инструментална формация Боляри, Николай Кауфман, Брюно Куле и др.
През 1998 година групата участва в Sfinks Festival, Белгия, където дели една сцена с имена като Susana Baca и Jorge Ben Jor.
Квартета е поканен на ревюто на Хюсеин Чалаян на Седмицата на модата в Лондон през 1999 година, когато младият дизайнер печели за втори път наградата Дизайнер на годината.
Квартет „Българка джуниър“ е поканен да участва в престижните концерти от спектаклите в три цикъла имащи за цел да възродят архитектурно-историческия резерват Стария Пловдив като национална музикална сцена за високо изкуства през лятото на 2009 година. Концертите се изнасят на летните сцени „Конюшните на царя“. Първият цикъл в който квартетът участва се нарича „Уникалните гласове на България“. Тонка Колева, Фанка Койнарова, Елена Беделева и Христина Атанасова очароват публиката с богатата си фолклорна програма, включваща акапелни изпълнени и народни песни в съпровод на кавал и ударни инструменти.
През месец юни 2011 година квартетът участва в Tampere Vocal Music Festival, Финландия. Концертът на Българка Джуниър е съвместно със Сабин Тодоров, а събитието се провежда в Old Customs House Hall.

## Дискография и звукозапис
- 1989 – „Bulgarian Folklore“ (Издател:Mega Music)[9]
- 1994 – „PALESTRINA missa primi toni“ (Издател:Erato Disques/DETOUR)[10]
- 1995 – „Legend of Bulgarian Voices“ (Издател:Arc Music)[11]
- 1996 – „The Magic Voices of Bulgaria“ (Издател:Sounds Of The World)[12]
- 1997 – „Traditional Bulgarian Folk Songs“ (Издател:Studio SM)[13]
- 1999 – Various Artists „El Lebrijano: Lagrimas De Cera“ (Издател:Parlophone)[14]
- 1999 – Kepa Hunkera „Bilbao 00:00h“ (Издател:Alula Records)[15]
- 2001 – „Le peuple migrateur“ (Bande originale du film) Bruno Coulais (Издател:EMI)[16]
- 2001 – Kepa Junkera „Maren“ (Издател:Parlophone)[17]
- 2003 – Kepa Junkera „K“ (Издател:Phantom Sound & Vision)[18]
- 2004 – Hughes De Courson ‎– Lux Obscura „Un Projet Electro-Medieval“ (Издател:Ballon Noir/EMI Records Ltd./Virgin Classics)[19]
- 2006 – Kepa Junkera „Hiri“ (Elkar)[20]
- 2010 – Inside Story 2 (с участието на Bulgarka Junior Quartet) Sabin Todorov Trio, Sal La Rocca & Lionel Beuvens(Издател:Sowarex)[21]
- 2011 – Folk Series: Bulgarka Junior Quartet & Bulgarian National Radio Folk Orchestra (Издател:БНР)[22]